# Erwin-Fischer-Preis
Der Erwin-Fischer-Preis wurde 1998 vom Internationalen Bund der Konfessionslosen und Atheisten (IBKA) im Gedenken an dessen Beiratsmitglied Erwin Fischer ausgelobt und wurde erstmals im Jahr 2000 verliehen.
Der Preis sollte – in der Regel alle zwei Jahre – an Personen verliehen werden, „die sich in herausragender Weise um Weltanschauungsfreiheit, Trennung von Staat und Kirche, Förderung vernunftgeleiteten Denkens und Aufklärung über Wesen, Funktion, Strukturen und Herrschaftsansprüche von Religionen verdient gemacht haben.“
Der Preis wurde eingestellt, nachdem im Jahre 2007 neue Fakten zu Erwin Fischers Verhältnis zum Nationalsozialismus bekannt wurden.
Seit 2008 vergibt der IBKA den IBKA-Preis "Sapio".

## Preisträger
- 2000: Ursula Neumann und Johannes Neumann für „ihre Verdienste um die Trennung von Staat und Kirche“.
- 2001: Karlheinz Deschner für „seine Verdienste um die Aufklärung über Wesen, Strukturen und Herrschaftsansprüche von Religion“.
- 2002: Taslima Nasrin für „ihre Verdienste um die Aufklärung über Wesen, Strukturen und Herrschaftsansprüche von Religion und um die Trennung von Staat und Religion“.
- 2004: James Randi für „seinen Verdienste um die Förderung vernunftgeleiteten Denkens“.
- 2006: Nesin-Stiftung